# Paul Fanger
Paul Fanger (11 de abril de 1889 en Schöningen, Baja Sajonia-15 de abril de 1945, Schöningen, Baja Sajonia) fue un marino alemán que llegó a ser almirante en la Segunda Guerra Mundial.

## Vida
Fanger ingresó el 1 de abril de 1908 como guardiamarina en la Marina Imperial alemana, cursando su formación inicial en el crucero protegido SMS Freya, de donde pasó a la Academia Naval Mürwik de Flensburgo-Mürwik, siendo destinado ya como alférez de fragata (desde el 10 de abril de 1909) a bordo del navío de línea SMS Elsass, hasta que el 2 de septiembre de 1910 fue destinado como oficial de división. Pasó luego como ayudante y oficial de guardia al navío de línea SMS Deutschland donde el 27 de septiembre de 1911 fue ascendido a Leutnant zur See (empleo intermedio entre los alféreces) y el 19 de septiembre, ya estallada la Primera Guerra Mundial, a alférez de fragata. Desde el 31 de agosto al 31 de octubre de 1916 quedó a disposición de la 1.ª Inspección de la Armada y luego pasó como oficial de guardia y de artillería al crucero protegido SMS Moltke. Ascendido a teniente de navío el 28 de abril de 1918, al terminar la guerra siguió a bordo del buque y con él fue internado en Scapa Flow.
Fanger regresó a Alemania el 18 de diciembre de 1918, quedando en el estado mayor de la División de Marina de Kiel. Entre el 14 de julio de 1919 y el 15 de septiembre de 1920 fue ayudante y jefe de la guardia de la Comandancia de Kiel, y luego fue hasta el 26 de noviembre de 1920 jefe de compañía en la Sección de Defensa Costera de Pillau.
El 28 de marzo de 1921 Fanger fue destinado a la unidad de instrucción del navío de línea Hannover, como segundo oficial de Artillería del buque. Después fue profesor en la Escuela de Artillería Naval de Kiel-Wik, hasta el 14 de diciembre de 1924. Pasó luego a la unidad de instrucción del Hessen, donde fue después segundo oficial de Artillería hasta el 27 de septiembre de 1925. El 15 de octubre siguiente, y hasta el 30 de septiembre de 1926, pasó como primer oficial de Artillería al crucero ligero Emden. A continuación fue destinado como jefe de sección al estado mayor de la Inspección de Artillería de Marina, donde ascendió el 1 de abril de 1927 a capitán de corbeta. El 3 de enero de 1931 se le trasladó a la Dirección de la Armada (Marineleitung) como jefe de la Sección de Armamento (B W). El 14 de junio de 1932 Fang fue nombrado comandante del buque de entrenamiento artillero Bremse, ascendiendo el 1 de octubre de 1932 a capitán de fragata. Del 27 de marzo de 1933 al 25 de septiembre de 1935 fue Comandante de la Escuela de Artillería Naval y allí fue ascendido a capitán de navío el 1 de octubre de 1934. El 30 de septiembre de 1935 se le dio el mando del acorazado de bolsillo Deutschland, con el que ejerció la responsabilidad de vigilar la seguridad de las rutas marinas en torno a la península ibérica durante la Guerra Civil Española. Tras ser relevado de ese puesto el 2 de septiembre de 1937, se le dio el de Comandante de las Fortificaciones de Frisia del Este y el 1 de octubre de 1938 fue nombrado contraalmirante.
Fanger permaneció en ese puesto durante la Segunda Guerra Mundial, hasta que el 17 de enero de 1940 fue nombrado jefe del Departamento de Artillería en el Estado Mayor Supremo de la Armada (OKM). Allí ascendió a vicealmirante (1 de diciembre de 1940) y almirante (1 de diciembre de 1942). El 4 de marzo de 1943 quedó a disposición del Comandante Supremo de la Kriegsmarine y el 31 de mayo de 1943 fue licenciado del servicio activo. Fue reactivado como oficial disponible a partir del 15 de agosto de 1944 y ejerció hasta el 1 de abril de 1945 como Inspector de la Artillería de Costa y Embarcada en el Mando Naval de Noruega, para ser luego definitivamente jubilado.
Fanger murió el 15 de abril de 1945, al entrar en su localidad natal las tropas de los Estados Unidos.

## Condecoraciones
- Cruz de Hierro (1914) de 2.ª y 1.ª Clase[1]
- Cruz del Mérito Militar de Brunswick de 2.ª Clase[1]
- Broche de la Cruz de Hierro de 2.ª y 1.ª Clase
- Cruz del Mérito Militar (1939) de 2.ª y 1.ª Clase con Espadas
- Cruz Alemana de Plata el 5 de marzo de 1943[2]
- Cruz de Caballero de la Cruz del Mérito Militar con Espadas, el 30 de abril de 1945[3]